# Aragoa kogiorum
Aragoa kogiorum là một loài thực vật có hoa trong họ Mã đề. Loài này được Romero mô tả khoa học đầu tiên năm 1951.